# Királynék völgye
A Királynék völgye (ókori egyiptomi nyelven Ta-szet-Neferu, „a fáraó gyermekeinek helye”, arabul: وادي الملكات, Wadi el-Melikat vagy بيبان الحريم, Biban el-Harim) régészeti lelőhely Egyiptomban, a nyugat-thébai nekropolisztól délre. A terület ma 98 ismert temetkezési helyet rejt, az egyszerű halotti aknáktól, a befejezetlen sírokon keresztül a hatalmas bonyolult sírboltokig. Több mint kétharmadának nem sikerült eddig beazonosítani eredeti tulajdonosát.
A völgyet Jean-François Champollion nevezte el Királynék völgyének. Valójában eredetileg az uralkodó gyermekeinek temetkezésére szolgált; azok közül a sírok közül, amelynek tulajdonosa ismert, vagy legalább a tulajdonosa címei fennmaradtak, kevesebb mint a felébe temettek királynét. Az ókorban a helyet szentnek tekintették, mivel közel volt a Thébai-csúcs (El-Qorn) a piramis alakú hegy, valamint a völgy aljában egy barlangi vízesés található – az Égi Tehén (Hathor istennő egyik alakja) méhét jelképezve – ahonnan a kibuggyanó víz megjövendölte a kiváltságos helyen eltemetett holtak feltámadását.
A völgybe a XVIII. dinasztia korától kezdődően temették ide a királyi család hercegeit, hercegnőit és egyes udvari személyiségeket, majd – a XIX. dinasztia korától, I. Ramszesz feleségével, Szitrével kezdődően – a nagy királyi hitveseket is. A XXI. dinasztiától kezdve a papok hatalmas birtokaival kapcsolatban állókat temették ide. A hely a Római Birodalom idején is népszerű temetkezési hely maradt, egészen a koptok 4. századi letelepedéséig.
A rossz kőzetanyag és a hely vízrajzi sajátosságai már a sírok kialakításakor gondot okoztak. Számos sír a rossz kőzetanyag miatt befejezetlenül maradt, és inkább máshol építkezett tulajdonosuk. A munkások rendszerint igen vastag vakolatréteget voltak kénytelenek felvinni a sírok falára a megfelelő díszíthetőség érdekében. A késő Ramesszida-kori esőzések nagyban pusztították a sírokat, mégis van köztük, ami gyönyörű állapotban fennmaradt – a leghíresebb II. Ramszesz feleségének, Nofertarinak a sírja. Az 1904-ben felfedezett sírt 1995-ben – a Getty Conservation Institute állagmegóvó restaurálási munkálatainak elvégzése után – rövid időre megnyitották a látogatók előtt. 2003-ban műemlékvédelmi okokból ismét bezárták, de jelenleg (2017) ismét látogatható, 1200 fontos belépővel.
Jelenleg a völgy látogatására szolgáló 25 egyiptomi font (2008-as adat) kifizetésével három sír megtekinthető: a QV44, a QV52 és a QV55; III. Ramszesz két fiának, illetve egyik feleségének sírja.

## Azonosított sírok
A völgyben 110 sír található (nem számítva ide a QV1-et, melyet eredetileg fáraókori sírnak hittek, később azonban bebizonyosodott, hogy kopt remetelak). A sírok közül tizennégynek királyné a tulajdonosa (közülük tizenegynek a neve ismert), emellett hét sírba temettek herceget (az egyikükbe két herceget), öt sírba hercegnőt (az egyikükbe két hercegnőt), két sírba egy herceget és egy hercegnőt, háromba pedig nemesembert.
QV8 – Hori herceg és egy ismeretlen hercegnő (XVIII. dinasztia)
QV17 – Meritré és Wermerutesz hercegnők (XVIII. dinasztia)
QV30 – Nebiri (XVIII. dinasztia)
QV33 – Tanedzsmet hercegnő-királyné sírja (XIX. vagy XX. dinasztia)
QV38 – Szitré királyné, I. Ramszesz felesége sírja
QV42 – Paréherwenemef herceg, III. Ramszesz fia
QV43 – Széthherkhopsef herceg, III. Ramszesz fia, a későbbi VIII. Ramszesz (nem ide temették)
QV44 – Haemuaszet herceg, III. Ramszesz fia
QV46 – Imhotep, feltehetőleg I. Thotmesz vezírje sírja (XVIII. dinasztia)
QV47 – Ahmesz hercegnő, Szekenenré Ta-aa és Szitdzsehuti lányának sírja (XVII. dinasztia)
QV51 – Iszet Ta-Hemdzsert, III. Ramszesz feleségének sírja (XX. dinasztia)
QV52 – Titi, III. Ramszesz feleségének sírja (XX. dinasztia)
QV53 – Ramszesz-Meriamon herceg, III. Ramszesz fiának sírja (XX. dinasztia)
QV55 – Amonherkhopsef herceg, III. Ramszesz fiának sírja (XX. dinasztia)
QV60 – Nebettaui hercegnő-királyné, II. Ramszesz lányának sírja (XIX. dinasztia)
QV66 – Nofertari királyné, II. Ramszesz feleségének sírja
QV68 – Meritamon hercegnő-királyné, II. Ramszesz lányának sírja (XIX. dinasztia)
QV70 – Neheszi (XVIII. dinasztia)
QV71 – Bintanath hercegnő-királyné, II. Ramszesz lányának sírja (XIX. dinasztia)
QV72 – Baki herceg és Hatnofret hercegnő sírja (XVIII. dinasztia)
QV73 – Henuttaui hercegnő-királyné, II. Ramszesz lányának sírja (XIX. dinasztia)
QV74 – Duatentopet, IV. Ramszesz feleségének sírja (XX. dinasztia)
QV75 – Henutmiré királyné, II. Ramszesz (lánya vagy testvére?) feleségének sírja
QV76 – Meritré hercegnő sírja (XVIII. dinasztia)
QV80 – Tuja királyné sírja (XIX. dinasztia)
QV81 – Heka[…] sírja (XVIII. dinasztia)
QV82 – Minemhat és Amenhotep hercegek sírja (XVIII. dinasztia)
QV88 – Jahmesz herceg sírja (XVIII. dinasztia)
Számos más személy temetkezési kellékeinek töredékeit is megtalálták a völgyben, ami arra utal, egykor őket is ide temették, de sírjukat még nem találták meg vagy nem sikerült azonosítani.
Henut királyné: 18. dinasztia közepe. Neve kártusba írva szerepel kanópuszedény-töredékeken. Nem tudni, melyik fáraó felesége volt. Lehet, hogy azonos III. Amenhotep lányával, Henuttaneb hercegnővel.
Menheperré herceg, III. Thotmesz és Meritré-Hatsepszut fia. Kanópuszedényei töredékeit megtalálták.
Nebetnehat nagy királyi hitves: 18. dinasztia közepe. Neve kártusba írva szerepel kanópusztöredékeken. Nem tudni, melyik fáraó felesége volt.
Ti hercegnő: 18. dinasztia közepe. Kanópuszedényei töredékeit megtalálták.